# سيتي مول القطيف
سيتي مول القطيف أو القطيف سيتي مول أو مجمع القطيف المركزي هو مركز تسوق كبير يقع أقصى غرب جزيرة تاروت، بمحافظة القطيف، من المنطقة الشرقية للمملكة العربية السعودية. يقع سيتي مول القطيف على امتداد شارع الرياض، الذي يُمثِّل أحد الطرق الرئيسة في محافظة القطيف. يطل سيتي مول القطيف على الواجهة البحرية المقابلة لجزيرة تاروت ويُجاوره حي الشاطئ السكني. يُمكن الوصول إلى المركز التجاري عبر الجسر البحري الممتد إلى جزيرة تاروت.

## التصميم الداخلي
تعلو البهو قبة زجاجية بارتفاع 27 متراً. يحتوي سيتي مول القطيف على أكثر من 78 محلاً تجارياً بمساحات تتراوح ما بين 50 و3,500 متر مربع. خصصت بعض المحال إلى الشركات ذات العلامات التجارية المتخصصة. منها في الملابس والعطور وكذلك المجوهرات والأحذية والكماليات والاحتياجات المنزلية.

## أوقات العمل
السبت - الخميس: 9 صباحاً - 11 مساءً
الجمعة: مغلق

## المحلات
- هايبر ماركت أسواق المزرعة: مركز شامل للمواد الغذائية على مساحة 3,500 متر مربع.[1]
- كليرز.
- توينتي4
- ذا بيوتي سيكرتس
- رد تاغ
- سكتشرز
- زهور الريف
- ناتشرال تاتش
- سنتربونت
- العربية للعود.
- السنان للعطور
- كروكس

## الفعاليات
تتخذ العديد من اللجان الأهلية والمنظمات والجمعيات الخيرية مركز القطيف التجاري لإقامة مختلف أنواع الفعاليات، منها فعاليات إرشادية، برامج تطوعية، ومقابلات ندوية.

## الملاهي والمراكز الترفيهية
تم تخصيص مساحة 3500 متر مربع لصالة ألعاب حديثة.